# Aurel (Vaucluse)
Aurel è un comune francese di 190 abitanti appartenente al dipartimento di Vaucluse, nella regione Provenza-Alpi-Costa Azzurra.
Situato sul Plateau d'Albion, a contatto con le falde orientali del Mont Ventoux, ha nelle sue vicinanze le sorgenti del fiume Nesque, a 715 m s.l.m.
Aurel si trova all'interno della "Riserva della Biosfera del Mont Ventoux", istituita dall'UNESCO nel 1990 in seno al programma "Man and Biosphere".

## Società

### Evoluzione demografica
Abitanti censiti